# 기장역
기장역(Gijang station, 機張驛)은 부산광역시 기장군 기장읍 청강리에 있는 동해선의 철도역이다. 광역전철이 운행되며, 모든 무궁화호, ITX-마음이 정차하고 KTX-이음은 통과한다. 동해선 복선전철화 사업에 의하여 역사를 태화강 방면으로 약간 이전하였다. 관사 건물은 한국철도공사 선정 준철도기념물로 지정되었다.

## 역사
- 1934년 12월 16일 : 동해남부선 해운대 ~ 좌천 개통과 함께 영업 개시[2]
- 1935년 12월 16일 : 보통역으로 승격[3]
- 1952년 12월 22일 : 공비 내습으로 인해 역사 전소
- 1957년 5월 10일 : 역사 신축 착공
- 1957년 7월 31일 : 역사 신축 준공
- 1994년 1월 1일 : 소화물 취급 중지[4]
- 2001년 12월 23일 : 구 역사 개·보수
- 2006년 11월 15일 : 화물 취급 중지[5]
- 2013년 12월 2일 : 수영 ~ 기장 간 이설사업 개통으로 인해 영업거리를 부산진 기점 30.3 km로 변경[6]
- 2016년 6월 27일 : 신 역사 완공으로 역사 이전
- 2016년 7월 20일 : 구 역사 철거
- 2016년 12월 30일 : 동해선으로 편입, 영업거리를 부산진 기점 29.6 km로 변경[7], 광역전철 개통 및 무배치간이역으로 격하[8]
- 2021년 12월 28일 보통역으로 승격
- 2023년 12월 18일 ITX-마음 운행 개시
- 2025년 12월 : KTX-이음 운행 개시 (예정)

## 역 구조
2면 4선 쌍섬식 승강장으로 운영하며 외선으로는 (1,4번) 일반열차를 취급하고 내선으로는 (2,3번) 광역전철과 통과열차를 취급한다. 
- 반대편횡단: 불가능

### 승강장
광역전철 승강장에 스크린도어가 설치되어 있다.
| ↑ 신해운대(동해선)/↑ 오시리아(광역전철 동해선) |
| ４３ \| ２１ \|                                |
| 태화강(동해선) ↓/일광(광역전철 동해선) ↓       |

| 1 | 동해선 | ITX-마음 · 무궁화호 | 태화강 · 경주 · 포항 · 동대구 · 강릉 · 청량리 방면 |
| 2 | 동해선 | ● 동해선 광역전철   | 일광 · 남창 · 덕하 · 태화강 방면                   |
| 3 | 동해선 | ● 동해선 광역전철   | 오시리아 · 신해운대 · 교대 · 부전 방면             |
| 4 | 동해선 | ITX-마음 · 무궁화호 | 신해운대 · 부전 방면                               |

## 역 주변
| 나가는 곳 | 방면                                                                                 |
| --------- | ------------------------------------------------------------------------------------ |
| 1         | 기장지구대 새마을어린이공원 기장중학교 동국에버리치아파트                            |
| 2         | 기장군청 기장군보건소 기장고려병원 청강소공원 기장현대아파트 부산환경공단 기장사업소 |

## 승차량 변동
| 역 노선 | 역 노선 | 일평균 인원수 (명/일) | 일평균 인원수 (명/일) | 일평균 인원수 (명/일) | 일평균 인원수 (명/일) | 일평균 인원수 (명/일) | 일평균 인원수 (명/일) | 일평균 인원수 (명/일) | 일평균 인원수 (명/일) | 주 석 |
| 역 노선 | 역 노선 | 2016년                | 2017년                | 2018년                | 2019년                | 2020년                | 2021년                | 2022년                | 2023년                | 주 석 |
| ------- | ------- | --------------------- | --------------------- | --------------------- | --------------------- | --------------------- | --------------------- | --------------------- | --------------------- | ----- |
| 동해선  | 승차    | 2,063                 | 2,701                 | 3,022                 | 3,329                 | 2,582                 | 2,790                 | 3,378                 | 3,464                 | [ 9 ] |
| 동해선  | 하차    | 1,837                 | 2,597                 | 2,899                 | 3,158                 | 2,484                 | 2,727                 | 3,292                 | 3,359                 | [ 9 ] |

## 사진

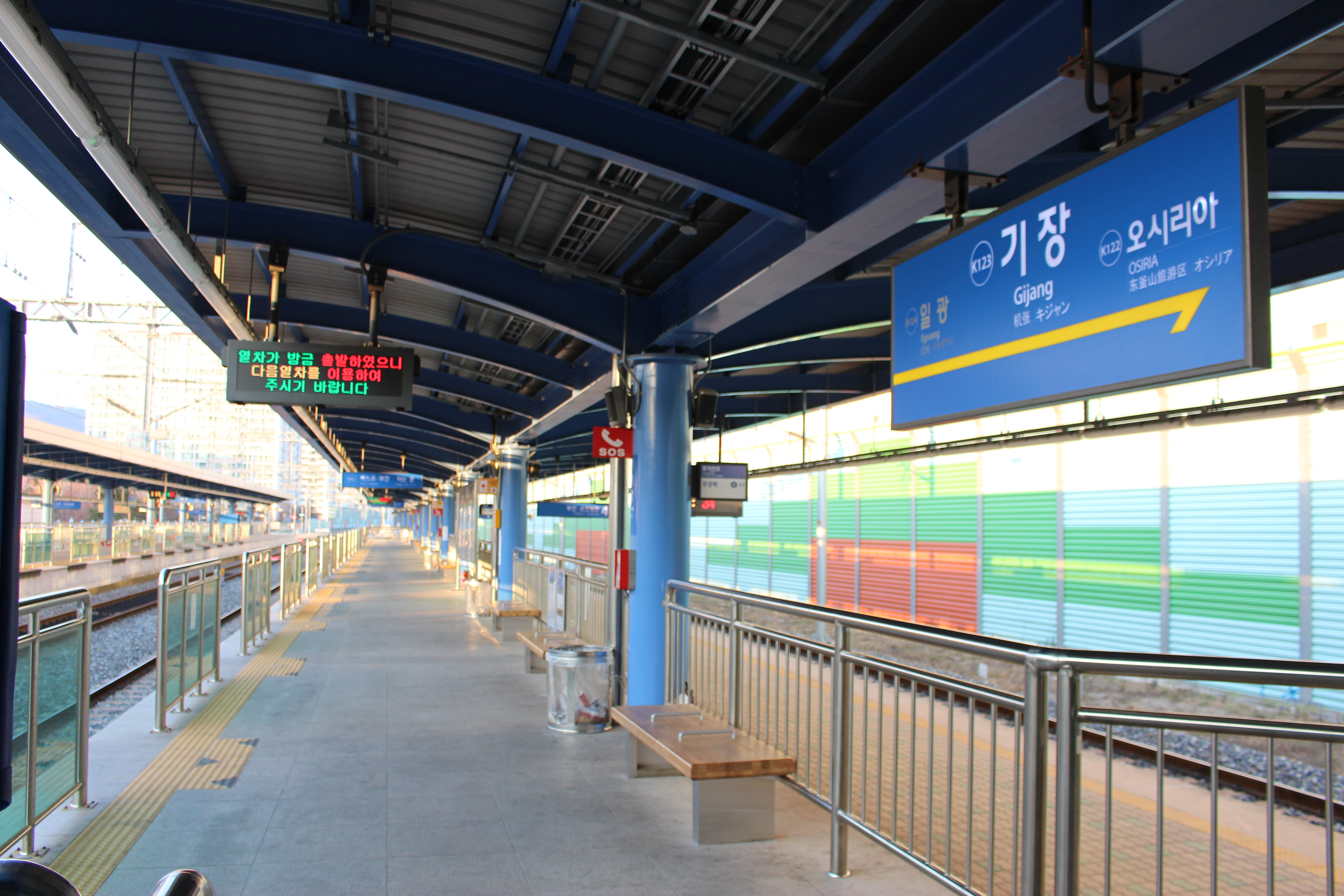
승강장 (스크린도어 설치 전)
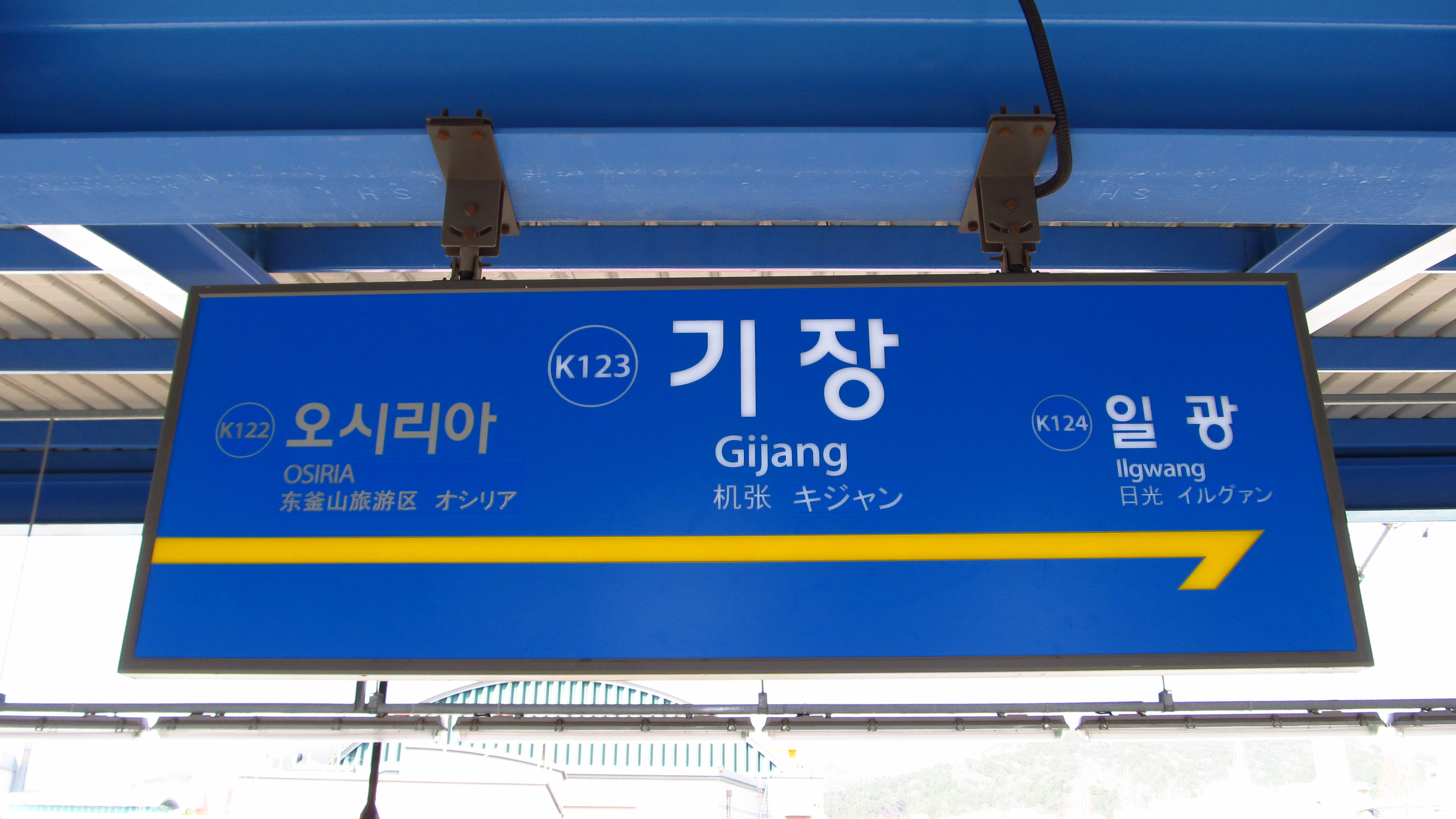
역명판
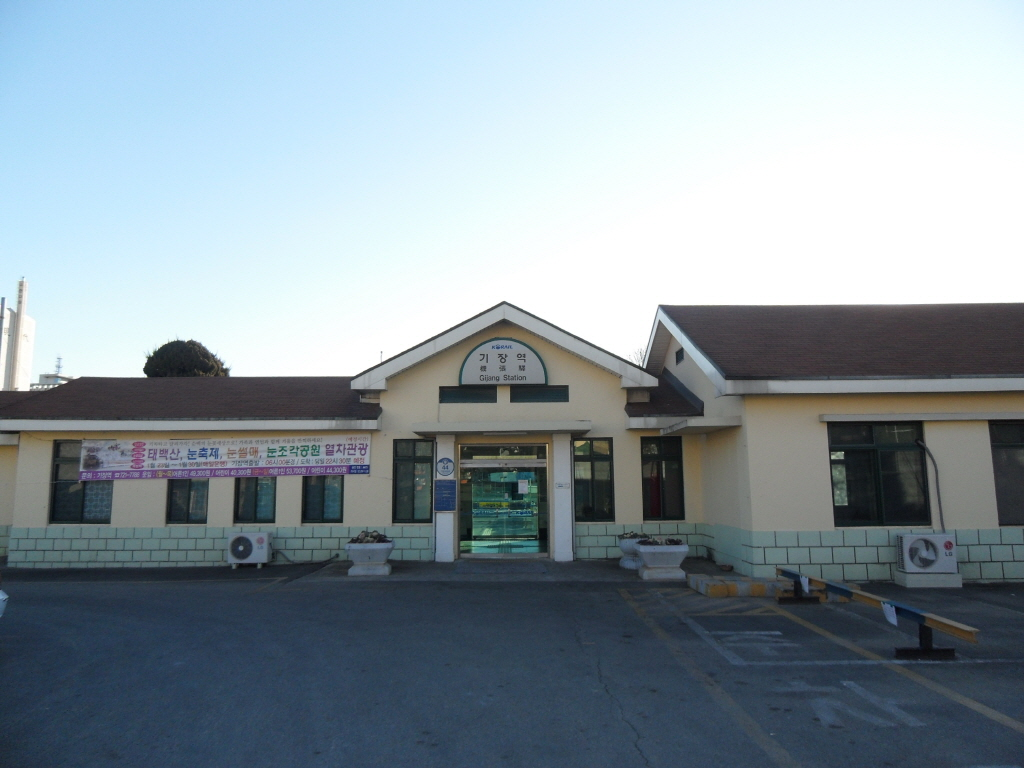
구 역사(바깥쪽)
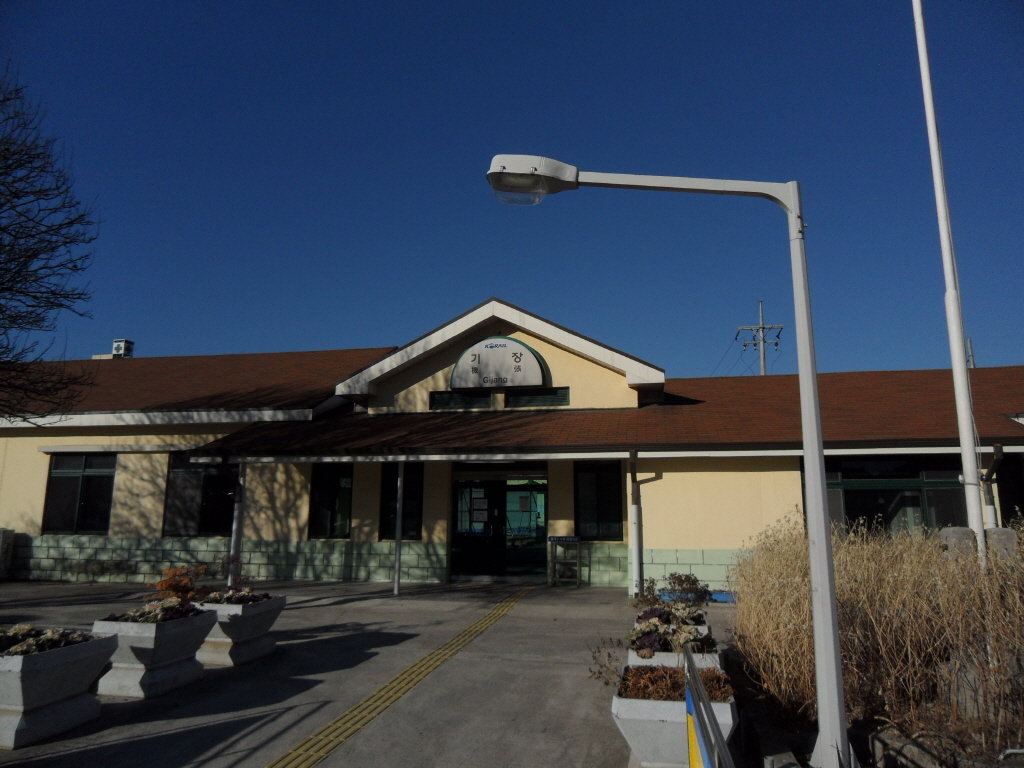
구 역사(선로쪽)

## 인접한 역
| 무궁화호                | 무궁화호          | 무궁화호              |
| ----------------------- | ----------------- | --------------------- |
| 남창 포항 · 동대구 방면 | 무궁화호 동해선   | 신해운대 부전 방면    |
| ITX-마음                |                   |                       |
| 남창 동대구방면         | ITX-마음 동해선   | 신해운대 부전 방면    |
| 광역전철 (동해선)       |                   |                       |
| K122 오시리아 부전 방면 | ● 동해선 광역전철 | K124 일광 태화강 방면 |